# Karl-Heinz Hüter
Karl-Heinz Hüter (geboren 1929 in Elxleben, Thüringen; gestorben am 20. Oktober 2023 in Ziegenhals) war ein deutscher Architektur- und Designhistoriker. Er gilt als Spiritus Rector der Bauhaus-Forschung in der DDR.

## Leben und Wirken
Karl-Heinz Hüter wuchs in der Nähe von Arnstadt auf. Er entstammte einer Bauernfamilie. Nach dem Abitur studierte er an der Friedrich-Schiller-Universität Jena Germanistik, Archäologie und Kunstgeschichte. 1952 schloss er mit dem Diplom ab. Im Anschluss erhielt er eine Stelle als wissenschaftlicher Assistent an der Hochschule für Architektur und Bauwesen in Weimar (heute Bauhaus-Universität). Seine wissenschaftlichen Forschungen galten einerseits Henry van de Velde und dessen Kunstgewerbeschule, aber auch den Bauhausjahren in Weimar. Hüter war beauftragt worden, die Hochschulgeschichte zu dokumentieren. Zufällig waren Dokumente vom Bauhaus in völlig ungeordnetem Zustand im ehemaligen Werkstattgebäude auf dem Dachboden gefunden worden. Diese sichtete und analysierte er.
1962 wurde Karl-Heinz Hüter an der Humboldt-Universität Berlin mit einer Arbeit über Henry van de Velde, sein Werk bis zum Ende seiner Tätigkeit in Weimar in Kunstgeschichte promoviert. Den hochbetagten Henry van de Velde hatte Hüter 1956 kurz vor dessen Tod persönlich in der Schweiz besucht.
Ab 1963 arbeitete er als Wissenschaftler im Institut für Architektur und Städtebau in der Bauakademie der DDR in Ostberlin. Hier führte er seine Forschungen zum Bauhaus weiter, andere Forschungen galten der Architektur der Moderne. In diese Zeit fällt auch ein intensiver Briefwechsel mit dem in die USA ausgewanderten Weimarer Bauhausgründer Walter Gropius. Als Hüter nach fast zehnjähriger Arbeit am Manuskript Das Bauhaus in Weimar im Dezember 1967 Gropius auf dem Postweg die Druckfahnen zukommen ließ und dieser begeistert geantwortet hatte, erhielt Hüter eine Disziplinarstrafe. Auch die Drucklegung seines Buches beim Henschel-Verlag wurde gestoppt. Erst 1972 erhielt Hüter die Rechte an seinem Buch zurück, 1976 erschien es schließlich beim Akademie-Verlag.
Da seine Forschungen und internationalen Kontakte politisch mit Argwohn betrachtet wurden, Manuskripte nicht oder erst später veröffentlicht werden durften, zog Hüter 1978 die Konsequenzen und verließ die Bauakademie. Fortan arbeitete er freiberuflich. Für einen Wissenschaftler in der DDR war dies eine ungewöhnliche Entscheidung, waren ihm damit viele Aufträge versperrt. Hüter hielt gut besuchte Gastvorlesungen, hielt sich aber auch mit kleinen Aufträgen bei der Restaurierung von Dorfkirchen über Wasser.
Nach der politischen Wende in der DDR publizierte Hüter weiterhin Bücher und hielt weiterhin Vorträge zu seinem Forschungsschwerpunkt, 1995 entstanden eine Wanderausstellung unter dem Titel „Der Siedlungsbau im Land Brandeburg vom Ende des 19. bis Mitte des 20. Jahrhunderts“ und das dazugehörige Begleitbuch.
2013 gehörte Karl-Heinz Hüter zu 80 Kulturschaffenden, die sich in einem Offenen Brief an den Stiftungsrat der Stiftung Bauhaus Dessau gegen die von der Politik forcierte Absetzung des damaligen Bauhaus-Direktors Philipp Oswalt und die Neuausschreibung der Stelle wendeten.
Hüters wissenschaftliche Leistung besteht insbesondere darin, dass er sich „sehr früh und auch gegen Widerstände dem Thema Bauhaus angenommen und immer an Primärquellen orientiert hat“, sagte der Architekturhistoriker Norbert Korrek.
Hüters gesamter wissenschaftlich-historischer Nachlass an Schriften, Briefwechseln, Fotografien, seine Fachbibliothek und weitere Dokumente befindet sich im Archiv der Stiftung Bauhaus Dessau sowie in der Klassik-Stiftung Weimar.
Karl-Heinz Hüter war mit Anna-Katharina Hüter, einer Kulturwissenschaftlerin, verheiratet.

## Auszeichnungen
- 1976: Bauhaus-Medaille der Bauakademie der DDR[2]
- 1996: Fritz-Schumacher-Preis für Baugeschichte[6]

## Werke (Auswahl)
- Die Architektur des Barock. E. A. Seemann, Leipzig 1954.
- Henry van de Velde als Künstler und Erzieher bis zum Ende seiner Tätigkeit in Weimar. Dissertation vom 14. November 1962, Humboldt-Universität Berlin.
- Henry van de Velde. Sein Werk bis zum Ende seiner Tätigkeit in Deutschland. Akademie-Verlag, Berlin 1967.
- Das Bauhaus in Weimar. Studie zur gesellschaftlichen Geschichte einer deutschen Kunstschule mit 68 Abbildungen und 104 Dokumenten. Akademie-Verlag, Berlin 1976.
- Das Bauhaus in Weimar. De Gruyter, Berlin 1977, ISBN 978-3-11-247097-8.
- Bezirk Erfurt Architekturführer. Verlag für Bauwesen, Berlin 1979.
- Architektur in Berlin: 1900–1933. Verlag der Kunst, Dresden 1987, ISBN 978-3-364-00046-6.
- Geschichte des Neuen Bauens in Deutschland. E. A. Seemann, Leipzig 1990.
- mit Doris Mollenschott, Paul Sigel, Martin Wörner: Architekturführer Berlin. Reimer, Berlin 1997, ISBN 978-3-496-01180-4.
- Vom Gesamtkunstwerk zur totalen Architektur: Synthesekonzeptionen bei Gropius und dem Bauhaus. 2007